# Sierra Blanca (Colorado)
Pour les articles homonymes, voir Sierra Blanca.
La sierra Blanca est un chaînon montagneux américain dans le Colorado. Partie des monts Sangre de Cristo, il culmine à 4 372 mètres d'altitude au pic Blanca.

## Sommets
- Pic Blanca, 4 372 mètres
- Pointe Ellingwood, 4 280 mètres
- Mont Lindsey, 4 280 mètres
- Pic Little Bear, 4 278 mètres